# Bányabükk
Bányabükk (románul Vâlcele) falu Romániában Kolozs megyében.

## Fekvése
Kolozsvártól délre, Györgyfalva és Erdőfelek közt fekvő település.

## Története
Már az őskorban lakott terület volt, erről tanúskodik a 40 baltából álló bányabükki lelet.
A 14. századtól  a Kalocsa nemzetség déli, Tyukod ága birtokolta a tordai vár környékét.
Nevét 1297-ben említette először oklevél p. Banabyk néven, ekkor Monostor határosa volt, 1322-ben Banabike, 1332–1333-ban Banabiky néven írták és Mikessel volt határos.
1339-ben p. Banabiky néven a Tyukod nemzetség tagjainak birtoka volt. Ez évben a Tyukod nemzetséghez tartozó Gerendi Péter fia Miklós két unokájára: Miklósra és Péterre hagyta közös birtokul.
1332-ben neve már szerepelt a pápai tizedjegyzékben is, tehát ekkor már egyházas hely volt, melynek papja 1332-ben 90 dénár, 1333-ban 10 garas 1 dénár pápai tizedet fizetett.
A 14. század második felében földesurai a jobbágyok számának gyarapítása érdekében románokat telepítettek le, akiket az addigi település ikerfalvában helyeztek el; így jött létre Magyarbányabükk és Oláhbányabükk. 1414-ben p. utraque Banbyky, 1416-ban Magiar Banabyke, Olah Banabyke, 1523-ban Magyarbanyabyky,  Olahbanyabyky neveken említették és a Gerendi, Barancskai, Tótprónai, Bogáti családok birtoka volt. 1445-ben mindkét Banabiky (Magyar- és Oláh-) a Gerendiek birtoka volt.
1733-ban Bánya-Bük, 1750-ben Banabek, 1805-ben Bánya Bik, 1808-ban Bányabik, Buchgrub neveken volt említve.
A falu a trianoni békeszerződésig Torda-Aranyos vármegye Tordai járásához tartozott.
1850-ben 875 főből 71 fő magyar, 9 fő zsidó, 95 fő cigány és 700 fő román. 1992-ben a 939 fős faluban már csupán 4 magyar és 9 cigány élt, a maradék 926 fő román volt.
1850-ben 783 fő ortodox, 12 fő görögkatolikus, 3 fő római katolikus, 68 fő református és 9 fő izraelita vallású. 1992-ben 805 lélek ortodox, 8 fő görögkatolikus, 4 fő római katolikus és 88 fő pünkösdista.
1910-ben 1286 lakosából 89 magyar, 1196 román és 1 német volt. Ebből 35 görögkatolikus, 59 református, 1163 görögkeleti ortodox volt.